# قانون العمل الهندي

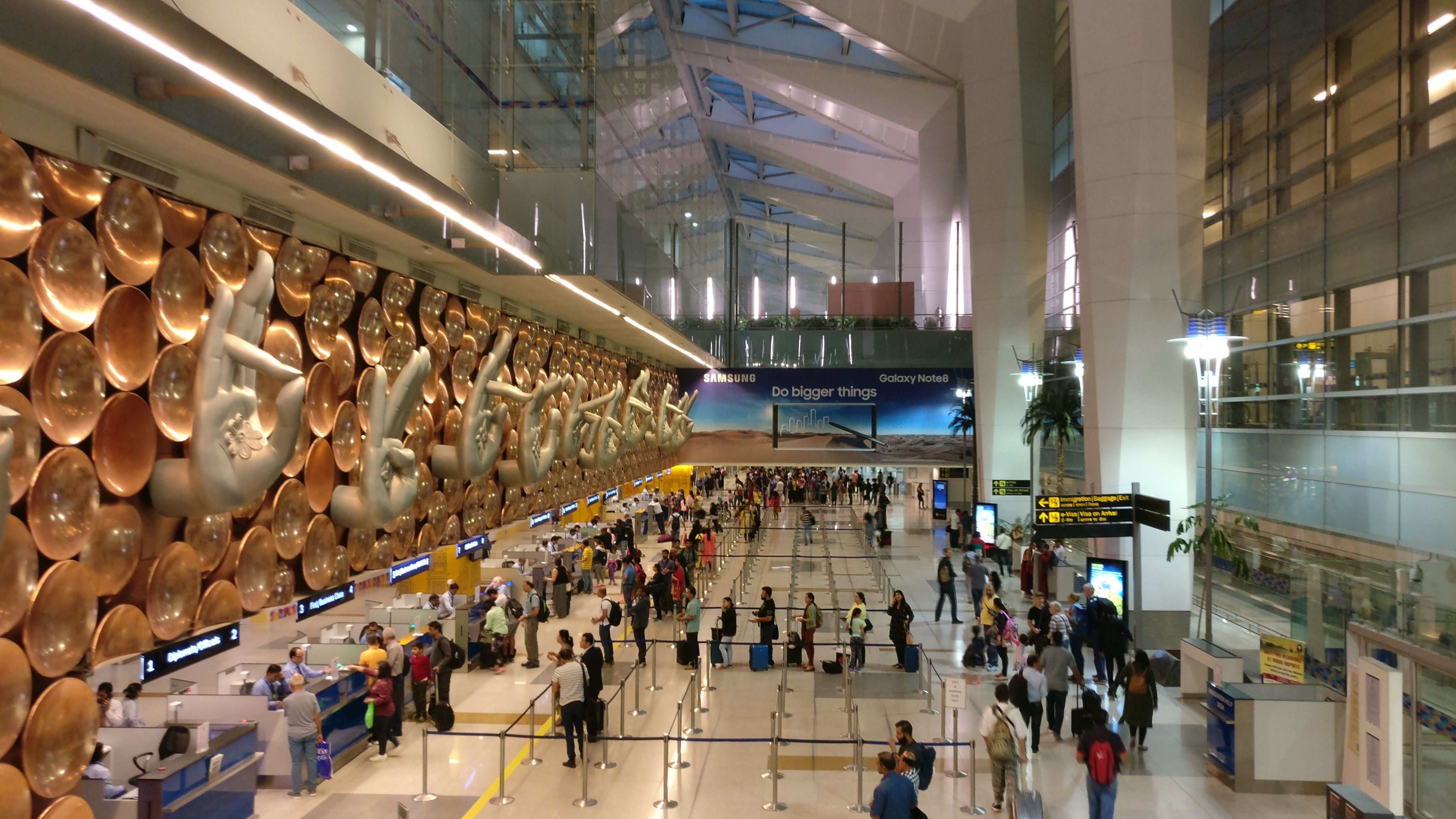
قانون العمل الهندي: بين التقاليد الثقافية والتنظيم الحديث لحقوق العمال

يشير قانون العمل الهندي إلى القانون الناظم للعمل في الهند. سعت الحكومة الهندية تاريخيًا، وعلى المستويين الفيدرالي والولاياتي، إلى توفير الحماية للعاملين إلى حدّ كبير، لكن الواقع يختلف من الناحية العملية نظرًا لشكل الحكومة وكون العمل مدرجًا ضمن القائمة المتلازمة في الدستور الهندي. يُفرض على الشركات، وفق قانون الحد الأدنى من الأجور لعام 1948، دفع الحد الأدنى من الأجور الذي وضعته الحكومة، وتقليص ساعات العمل إلى 40 ساعة (9 ساعات في اليوم تشمل ساعة استراحة). تشجب الحكومة العمل الإضافي، وجعلت نسبة تعويضات العمل الإضافي تعادل 100% من الأجر الكلي. يفرض قانون دفع الأجور لعام 1936 دفع أجور العاملين في موعدها المحدد، وهو آخر يوم عمل من كلّ شهر. ويفرض قانون المصانع لعام 1948 وقانون المحال التجارية والمؤسسات لعام 1960 توفير 15 يومًا من الإجازات مدفوعة الراتب، تعادل 15 يومًا من أيام العمل، لكل موظف في السنة، بالإضافة إلى 10 أيام من الإجازات مدفوعة الأجر إذا أُصيب الموظف بالمرض. يمنح قانون بدل الأمومة لعام 2017 الحق للموظفات في الحصول على إجازة أمومة مدفوعة الأجر مدتها 6 أشهر، ويشمل القانون جميع الموظفات في كافة الشركات، وتمنح الموظفات أيضًا 6 أسابيع من الإجازة مدفوعة الأجر في حال حصول الإجهاض أو الإنهاء الطبي للحمل. يوفر كلّ من مؤسسة صندوق الادخار للموظفين ونظام التأمين الاجتماعي للموظفين، العاملين وفق القانون الأساسي، الضمان الاجتماعي الضروري للموظفين بهدف حصولهم على مخصصات التقاعد والإعانات الطبية وإعانات البطالة. يُمنح الموظفون المؤهلون لتغطية نفقات الإعانة وفق قانون نظام التأمين الاجتماعي (الموظفون الذين يقلّ أجرهم الشهري عن 21 ألف روبية) 90 يومًا من الإجازات الطبية مدفوعة الأجر، في حين يمنح عقد العمل حقوقًا أكثر من تلك التي يوفرها الحد الأدنى من الأجور. أقرّ البرلمان الهندي 4 مدونات قانونية بخصوص العمل في جلساته بين عامي 2019 و2020، وتضم هذه المدونات قوانين العمل الـ44، وهذه المدونات هي: مدونة العلاقات الصناعية 2020، ومدونة التأمينات الاجتماعية 2020، ومدونة الأمان الوظيفي وظروف العمل والظروف الصحية لعام 2020، ومدونة الأجور 2019.

## تاريخ
يرتبط قانون العمل الهندي ارتباطًا وثيقًا بحركة الاستقلال الهندية وحملات المقاومة السلبية التي أدت إلى استقلال الهند. عندما خضعت الهند للحكم الاستعماري البريطاني، أو الراج، جرى تنظيم حقوق العمل واتحاد النقابات وحرية التنظيم وفق القوانين التالية:
- قانون العبودية الهندي 1843
- قانون تنظيم المجتمعات 1860
- قانون المجتمعات التعاونية 1912
- قانون اتحاد النقابات الهندية 1926[2]
- قانون النزاعات التجارية 1929[3]

شنّت السلطات قمعًا عنيفًا ضد العمال الذي طالبوا بظروف عملٍ أفضل واتحاد النقابات الذي نفّذ حملات إضراب. أما بعد استقلال الهند في عام 1947، فجرى إدراج سلسلة من حقوق العمل الأساسية في دستور الهند الذي وُضع عام 1950، خصوصًا حق المشاركة في اتحاد النقابات واتخاذ الإجراءات، ومبدأ المساواة في العمل، وتطلُّع الموظف إلى إيجاد عمل بظروف جيدة يوفر الأجر الكفاف (الأجر الذي يكفي الحد الأدنى من المعيشة).
- إضراب عمّال مصنع بكنغهام وكارناتك للنسيج عام 1921
- إضراب عمال مصنع بيني للنسيج عام 1926
- إضراب عمال شركة السكة الحديدية الهندية الجنوبية عام 1928
- قضية مؤامرة ميروت عام 1929
- إضراب عمال السكة الحديدية في الهند عام 1974
- إضراب عمال النسيج الكبير في مومباي عام 1982
- النشاط السياسي والإضراب (هارتال) في كيرالا عام 2012

## الحقوق الدستورية
يحوي دستور الهند منذ عام 1950 الفقرات 14-16 و19(1) (سي) و23-24 و38 و41-43 أ، وهي الفقرات المتخصصة في حقوق العمل مباشرة. تنصّ الفقرة 14 على المساواة بين كافة الموظفين أمام القانون، في حين تنصّ الفقرة 15 خصوصًا على عدم تجريم المواطنين من طرف الدولة، وتوسّع الفقرة 26 حق «تساوي الفرص» لتشمل التوظيف والتعيين في وظائف الدولة. تمنح الفقرة 19(1) (سي) جميع المواطنين الحق في «تأسيس الجمعيات أو النقابات». تحظر الفقرة 23 كافة أشكال العمل القسري أو التهريب، في حين تمنع الفقرة 24 عمالة الأطفال تحت سنّ الـ14 في المعامل أو المناجم أو أيّ «وظيفة خطيرة».
في المقابل، تُعدّ الفقرات 38039 و41-43 أ فقرات غير قابلة للتنفيذ في المحاكم القانونية، مثل كافة الحقوق الأخرى المدرجة ضمن الجزء الرابع من الدستور، بدلًا من خلق رغبة «لدى الدولة بهدف تحمّل مسؤولياتها وتطبيق تلك المبادئ في صياغة القوانين». المسوّغ الأساسي لذلك هو وجوب الاعتماد على اجتهاد المؤسسات المسؤولة ديمقراطيًا في تقدير الوضع، بالنظر إلى المطالب التي يمكن عرضها على الدولة للحصول على تمويل من الضرائب العامة، لكن وجهة النظر تلك أصبحت مثيرة للجدل مؤخرًا. تقول الفقرة 38(1) أن الدولة مسؤولة، عمومًا، عن «السعي إلى الارتقاء بالرفاه الاجتماعي للمواطنين» عبر خلق «نظام اجتماعي تُنقل عبره الشؤون العدلية والاجتماعية والاقتصادية والسياسية إلى كافة مؤسسات الحياة الوطنية». تنص الفقرة 38(2) على واجب الدولة في «تقليص اللامساواة في المدخول»، وبناءً  على كافة الحالات الأخرى. تنص الفقرة 41 على «حق العمل»، وهي الفقرة التي يحاول قانون ضمان التوظيف الريفي الوطني لعام 2005 جعلها فقرة نافذة في القانون. تطلب الفقرة 42 من الدولة «أخذ التدابير اللازمة لتأمين الظروف العادلة والإنسانية في أماكن العمل، بالإضافة إلى توفير إعانات الأمومة». تنص الفقرة 43 على وجوب امتلاك العمال حق الحصول على الأجر الكفاف «وظروف العمل التي تضمن معيارًا لائقًا من الحياة». أُدخلت الفقرة 43 أ وفق التعديل الثاني والأربعين للدستور الهندي في عام 1976، وهي الفقرة التي أُوجد بموجبها حق الموظفين الدستوري في المشاركة مع أصحاب العمل في  تقرير شؤون المشروع، وذلك عبر مطالبة الدولة بـ«ضمان مشاركة العمال في إدارة الأنشطة».

## العقد والحقوق

### نطاق الحماية
يميّز قانون العمل الهندي بين الموظفين الذين يعملون في قطاعات «منظمة» وأولئك الذين يعملون في «قطاعات غير منظمة». تضع القوانين قائمة بالقطاعات التي تسري عليها حقوق العمل المختلفة. في المقابل، تسري أحكام قانون العقود على أولئك الذين لا يعملون في تلك القطاعات.
شهدت قوانين العمل الهندية تحديثًا كبيرًا عند إقرار قانون النزاعات الصناعية عام 1947. منذ تلك الفترة، سُنّ 45 قانونًا وطنيًا يتقاطع مع قانون عام 1948 أو يضيف عليه بعض الأحكام، بالإضافة إلى سنّ 200 قانونٍ على مستوى الولاية للتحكم في العلاقة بين العمال والشركة. ترعى تلك القوانين كافة جوانب العلاقة بين الموظف وربّ العمل، فعلى الشركات الاحتفاظ بـ 6 سجلات للحضور، و10 قيود محاسبيّة لأجور العمل الإضافي، ورفع 5 أنواع من سجلات العائدات السنوية. يتّسع نطاق قوانين العمل ليشمل أمورًا مثل ارتفاع المباول في حمامات الموظفين العامة وعدد المرات التي يجب فيها تنظيف مكان العمل. يستطيع المحققون فحص أماكن العمل في أي وقت، ويمتلكون الحقّ في فرض الغرامات عند مخالفة تنظيمات وقوانين العمل.